# بچه‌های شائولین
بچه‌های شائولین (به انگلیسی: Kids From Shaolin) همچنین با عنوان معبد شائول ۲، نیز شناخته می‌شود. یک فیلم سینمایی در ژانر کمدی و کونگ‌فو محصول سال ۱۹۸۴ هنگ کنگ-چین که توسط چانگ هسین ین کارگردانی شده‌است.